# ヴァイナフ (舞踏団)
ヴァイナフ（チェチェン語: Вайнах; Vainakh, Vaynah）は、チェチェン共和国の民族舞踏団である。
ヴァイナフとはナフ人であるチェチェン人とイングーシ人の総称で、「私たちの人々」を意味する。

## 概要

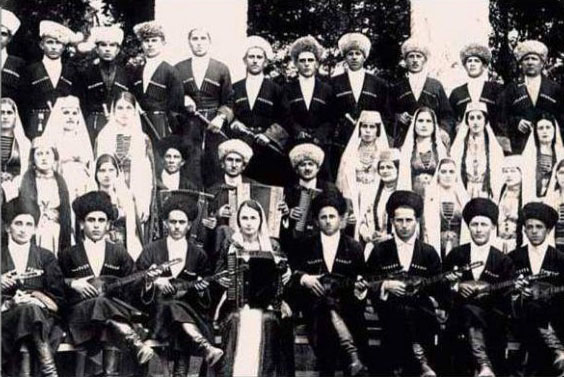
舞踏団（1939年）

1939年にチェチェン・イングーシの首都グロズヌイで創立された。
世界大戦時の1944年にチェチェン人がカザフスタンやキルギスに強制移住させられた為、舞踏団は存在しなくなったが1956年に復元された。
南米、ヨーロッパ、アフリカ、中東などのロシア連邦外でも公演を行ったことがあり、複数の賞を受賞している。